# 王攀元
王攀元（1908年或1909年－2017年12月22日），臺灣畫家，生於江蘇。幼時求學過程缺乏經濟支援因此相當艱苦，最終畢業於上海美專西畫科。國共內戰後遷徙至台灣，輾轉定居宜蘭擔任羅東中學美術老師，同時創作，並於2001年獲得第五屆國家文藝獎。王攀元畫作構圖簡約，具象徵性並且能表達獨特而深刻的情緒。

## 生平
王攀元，1908年（或1909年）生為江蘇望族二少爺，三歲、十三歲時父母分別逝世。小學畢業後考上江蘇省立淮安中學，家族卻對他求學之事不太熱衷，休學一年後，經同情他的親友與佃農資助，終於再度正式入學。1933年考上復旦大學法律系，因志趣不合又重考進上海美專西畫科，師從張弦，同時期美專中的老師還有陳人浩、潘玉良、王濟遠和潘天壽。由於王攀元依舊沒有經濟後盾，需透過打工賺取生活費，學雜費則借助吳茀之提供之優待。1936年畢業，原與紅粉知己季竹君相約，欲隨潘玉良老師赴法留學，但適逢中法戰爭而未成行。1949年為遠離國共內戰，攜妻子倪月清及長女搭船至台灣，先落腳高雄鳳山，在碼頭當搬運雜工。1952年經堂弟推介至宜蘭羅東中學任美術老師並就此定居，任教期間即便生活困苦仍堅持作畫。至1973年6月退休後將更多時間投入創作中。王攀元於1969年入選全省特殊優良教師，2001年獲得第五屆國家文藝獎，於2017年12月22日辭世，享壽過百。

## 創作特色與風格
王攀元雖然是學西畫出身，但因負擔不起油畫顏料的費用因此水彩作品數量較多。作品畫面多以平塗或厚塗方式繪製大面積色塊，亦常見動物及人物的元素，整體圖像簡潔俐落，帶有印象主義的影響並且能表達獨特而深刻的情緒。王攀元自幼愛讀詩詞，並保有每天寫日記的習慣，其作品多能和日記記錄之心境呼應，透過日記可發現由於失怙、離鄉且生活坎坷，使其將作畫當成傾吐與訴說心願的管道。黃光男指出王攀元作品畫面上充滿佇影、孤帆、奔犬、瘦馬，如此夢境般的場景與象徵符號，是一種經過情感壓抑的潛影。進一步分析可得出「凝縮作用」（如1964年《倦客》、1972年《思故鄉》）與「置換作用」（如1982年《皆不是》、1985年《奔馳的狗》）兩種特色。佇影、孤帆、奔犬與瘦馬代表王攀元自己與孤獨，而太陽、海鳥、房舍則代表故鄉、愛人、溫暖。

## 展出經歷
- 1959年，在宜蘭羅東農會開第一次畫展，賣出所有展出的三十幅水墨及水彩。[10]
- 1966年(民國五十五年)，在台北的畫友李德協助下，在亞洲國際畫廊舉辦首次個人畫展。[10]
- 1979年(民國六十八年)，在老友李德的勸說下，再次在台北春之藝廊展出畫作。
- 1983年，獲得中華民國畫學會金爵獎，受邀在台北市立美術館名人畫廊舉辦水彩畫展。[10]
- 1985年，參加韓國第一屆亞洲國際美展，之後持續參加十六屆。[10]
- 1986年(民國七十五年)，首次水墨畫展於雄獅畫廊。
- 1987年(民國七十六年)，在台北皇冠藝文中心舉辦個展，應邀在國立歷史博物館國家畫廊舉行個展。[10]
- 1988年，應邀參加全國美展、亞洲國際美展、國家畫廊當代藝術展聯展。[10]
- 1989年，參加全國美展，以及國立歷史博物館國家畫廊主辦之「當代藝術發展展」。[10]
- 1990年，台北「亞洲藝術中心」個展。[10]
- 1991年，台灣省立美術館二度典藏作品。[10]
- 1992年，台北「誠品畫廊」個展、台中省立美術館個展。[10]
- 1992年3月(民國八十一年三月)，蘇富比公司首次在台北市舉行繪畫拍賣會，油畫「風景」以一百萬元、水彩「拜石圖」六十萬元成交，次日報上譽為「八大明星畫家之一」。[來源請求]
- 1994年，台北「形而上畫廊」舉辦「孤獨原來不寂寞」個展。[10]
- 1995年，在台北「形而上畫廊」舉辦「不只是孤獨」個展。高雄市立美術館典藏油畫與水彩作品。[10]
- 1997年，台北國際藝術博覽會特展。[10]
- 2001年5月-6月於國立歷史博物館舉行王攀元老師九十自選展。[11]
- 2018年5月4日國立歷史博物館主辦「過盡千帆——王攀元繪畫藝術」展出王攀元老師近150畫作。作品來源包括國立歷史博物館館藏、台北市立美術館館藏，私人收藏家及其家屬收藏；畫作媒材分為油彩、水彩與水墨三大類；依主題則分為山、水、船、孤獨人影、人群、包括黃山、北大荒與東北雪景、中國山水回憶與蘭陽雨、太平山、蘇澳港與龜山島等台灣景物之美；首度亮相的70幅水墨畫作包括中國傳統宋朝、元朝山水畫與若八大山人筆下的孤獨鳥；開幕展上有國立歷史博物館館長廖新田、中華民國文化部鄭麗君、資深藝術家謝里法、資深藝術家廖修平與編舞家姚淑芬。[12][13][14][15][16]
- 2019年10月19日亞洲藝術中心主辦「風林火山——源自東方的抽象」群展，與陳庭詩、楊英風、劉生容、李元佳、朱為白、李芳枝、馮鍾睿、莊喆、李錫奇、韓湘寧共同在北京798藝術區展出。

## 出版作品
- 1994年出版回憶錄《老天爺的劇本──王攀元的故事》。[10]
- 1998年出版大型畫冊，持續創作多幅一百號作品。[10]
- 2001年出版《攀圓追日──王攀元自選集》。[10]

## 得獎
- 1983年首次美術獎項金爵獎[16][10]
- 文馨獎[17]
- 噶瑪蘭獎[17]
- 2001年獲第五屆國家文藝獎美術類。[10]

## 外部連結
- 國家文藝獎 / 第五屆國家文藝獎 得獎名單 （页面存档备份，存于）
- 宜蘭文化局 宜蘭美術館開幕首展